# Formalismo (teoría del arte)
En la teoría del arte, el formalismo es el estudio del arte a través del análisis y de la comparación de la forma y del estilo. También se incluye el cómo están hechos los objetos y el aspecto puramente visual de estos. En la pintura, el formalismo enfatiza los elementos de la composición como el color, la línea, la forma, la textura y otros aspectos perceptivos más que el contexto histórico y social. En su extremo, el formalismo postula que todo lo necesario para comprender una obra de arte está dentro de la misma obra. El contexto de la obra, incluido el motivo de su creación, los antecedentes históricos y la vida del artista, es decir, su aspecto conceptual, se considera de importancia secundaria.

## Historia
El origen histórico de la forma moderna del formalismo estético suele remontarse a Immanuel Kant y a la escritura de su tercera crítica donde Kant afirma: "Cada forma de los objetos del sentido es una figura (Gestalt) o un juego (Spiel). En este último caso se trata o bien de un juego de figuras o bien de un mero juego de sensaciones. El encanto (Reiz) de los colores... puede ser añadido, pero las delineaciones (Zeichnung) en la... composición (Komposition)... constituyen el objeto propio del juicio puro del gusto”. El filósofo Donald Crawford ha resumido la posición de Kant diciendo: “Así, para Kant, la forma consiste en la organización espacial de los elementos: figura, forma o delineación... En las partes de la Crítica del Juicio en las que se enfatiza la forma como el aspecto esencial de la belleza, Kant es consistentemente un formalista puro”.

## Definición actual
Nick Zangwill definió el formalismo en el arte como la referencia a aquellas propiedades "que están determinadas únicamente por las propiedades sensoriales o físicas, siempre y cuando las propiedades físicas en cuestión no estén relacionadas con otras cosas y otros tiempos". Branko Mitrovic, filósofo y arquitecto, ha definido el formalismo en la arquitectura y en el arte como "la doctrina que afirma que las cualidades estéticas de las obras de arte visual derivan de las propiedades visuales y espaciales".
Según la observación de que las obras de arte pueden contener, en general, propiedades formales y no formales, el filósofo Nick Zangwill ha descrito tres tipos de formalismos tal y como se encuentran al comienzo del siglo XXI. En primer lugar, Zangwill identifica a los formalistas extremos que piensan "que todas las obras de arte son puramente formales, donde una obra es puramente formal si todas sus propiedades estéticas son propiedades estéticas formales", y luego define a los pensadores antiformalistas como aquellos que "piensan que ninguna obra de arte tiene propiedades estéticas formales". El tercer tipo que Zangwill identifica como representante de la transición de la filosofía de la estética al siglo XXI es el del formalismo moderado, donde sus principales exponentes defienden el principio "de que todas las propiedades estéticas de las obras de arte en una clase selecta son formales y, en segundo lugar, que si bien muchas obras de arte fuera de esa clase tienen propiedades estéticas no formales, muchas de ellas también tienen importantes propiedades estéticas formales que no deben ser ignoradas".
La filósofa Michalle Gal ha ofrecido una versión moderada del formalismo, titulada "Formalismo profundo" (Deep Formalism), que trata de un formalismo simbólico basado en el esteticismo filosófico. Por lo tanto, Gal define la obra de arte como una forma profunda: "una forma impregnada de contenido que no puede ser extraída de ella. El contenido artístico, al no tener existencia ni sentido aparte de la forma, no puede ser mencionado, salvo de manera especulativa. El contenido sella la forma en un símbolo opaco, no reflectante ni productivo". Aquí introduce un concepto amplio de símbolo, un símbolo opaco-productivo: uno que no es transparente ante los referentes ni significados preconcebidos o predeterminados, sino que más bien produce otros nuevos.

## Usos en el estudio de la historia del arte
Un análisis formal es un método académico en la teoría del arte y una crítica para analizar obras de arte: "Con el fin de percibir el estilo y entenderlo, los historiadores del arte utilizan el “análisis formal”. Esto significa que describen las cosas muy cuidadosamente. Estas descripciones, que pueden incluir vocabulario subjetivo, van siempre acompañadas de ilustraciones, de modo que no cabe duda de lo que existe objetivamente".

### Visibilistas
La rama visibilista dentro del formalismo la vemos protagonizada por Konrad Fiedler, Hans von Marées (pintor) y Adolf von Hildebrand (escultor).
Konrad Fiedler va a tener gran importancia en la teoría estética de la visibilidad formal (en alemán llamada Sichtbarkeit) en donde se distingue arte de belleza para relegar el contenido de la obra, acentuando el valor de la forma que es representada.Partiendo del proceso del artista, consigue llegar a una valoración nueva de la creación artística definiéndola como un análisis de la realidad y no como una reproducción de la misma.
Esta visión de la estética se extrajo de La Crítica de la Naturaleza de los Objetos (1790) de Immanuel Kant. De manera muy similar a como Kant purgó el juicio puro del gusto de otros juicios, Fiedler separó el arte de otras actividades intelectuales.
Afirmaba que el mundo exterior y la mente no pueden conocer y reconciliar cosas independientemente uno del otro, lo que implicaba (casi diametralmente) que todo lo que se dice sobre el mundo debe decirse desde algún punto de vista o, más extremamente, que los objetos de nuestro conocimiento son simplemente nuestras experiencias. Fiedler parte de la diferenciación que hace Kant de tiempo y espacio, que son los elementos con los que juega el arte (artes plásticas con el espacio y artes teatrales con el tiempo), para pasarlas al campo de la percepción. Por lo que la forma (el espacio) sería la manera de percibir el mundo y el mundo una apariencia que nos llega a través de esta intuición del espacio.
El proceso espiritual y el proceso material se identifican de hecho en la acción creadora del artista. La forma de una obra de arte encierra en sí misma su expresión y su contenido. La historia de los estilos no es más que la historia de las formas.
Hans von Marées quería entender las relaciones del ser humano, en general, y del artista, en particular, con la Naturaleza en su legitimidad y contribuir así a una objetivación del proceso artístico. Para él estaba claro que la actividad artística era un proceso de conocimiento. Lo humano y lo natural, y construir así una objetivación del proceso artístico; ya que para él estaba claro que el proceso artístico era un proceso de conocimiento.
Uno de sus lemas fue “aprender a ver lo es todo”. Aunque él no fue un gran teórico puso en práctica las teorías realizadas por sus compañeros en sus obras pictóricas.
Para Alfred Hildebrand la obra de arte más conseguida es la que logra unificar la apariencia y la forma. Que toma en cuenta todas las circunstancias de percepción del objeto (ya que una forma real percibida y convertida en una forma activa tiene que volverse a percibir).
Las dos maneras de visión para Hildebrand son: la cercana, qué es lo que también podemos llamar háptico (que viene del tacto) y la lejana que está relacionada con la visión (siendo óptica). Son dos maneras de visión, una visión cercana que según él provoca que los ojos no paren en ningún sitio al recorrer contornos con un carácter analítico y una visión lejana que es más estática, sintetizadora de todos los elementos que une la imagen, siendo una visión que crea un paisaje. Esto lo explica en Das Problem der Form in der bildenden Kunst de 1893.
El arte considerado como una pura relación de formas, sin necesidad de ningún contenido extraño y externo (derivado del concepto kantiano de belleza adherente y belleza libre) era una idea normal.Hildebrand intenta buscar los constituyentes de las imágenes de la cabeza conformados de la visión elaborada en el pensamiento, el táctico y el recuerdo a través de lo táctil, siendo transmitidas a una imagen visual.

### Escuela de Viena
El concepto de Kunstwollen y la obra de Wilhelm Riegel están interrelacionados dentro del contexto de la Escuela de Viena. Riegel un crítico y teórico del arte, enfatizó la importancia de la voluntad artística en la creación de obras de arte. Su enfoque buscaba entender cómo la intención del artista se traduce en las formas y estilos de su obra. El Kunstwollen, que se puede traducir como Voluntad Artística, implica que cada obra de arte es el resultado de un impulso creativo que se manifiesta a través de decisiones estéticas y formales. Este concepto sugiere que la creación artística está profundamente influenciada por el contexto cultural y social en el que se desarrolla.
La Escuela de Viena, al estudiar el Kunstwollen, enfatiza la necesidad de considerar el contexto histórico y cultura al analizar una obra de arte.Esto contrasta con enfoques más formales que pueden obviar esta dimensión. Los teóricos de la Escuela de Viena a menudo integraron disciplinas como la sociología, la psicología y la historia en su análisis del arte, lo que enriquece la comprensión del Kunstwollen. Esto permitió un enfoque más holístico que considera múltiples factores que influyen en la creación artística. A través del Kunstwollen, la Escuela de Viena examinó cómo los estilos artísticos evolucionan en respuesta a cambios en la voluntad cultural. Esto incluye el estudio de cómo las tendencias estéticas pueden reflejar cambios en la percepción y los valores de una sociedad.
Riegel se centró en la idea de que la forma y el contenido de una obra no pueden separarse de la voluntad del artista. Para él, el Kunstwollen es una expresión de la cultura y la época, y cada estilo artístico refleja un conjunto de valores y aspiraciones de su tiempo. En su obra, Riegel analizó cómo las transformaciones en la historia del arte están vinculadas a cambios en la voluntad artística de los creadores.
Por otro lado, el método formalista se centra en el análisis de los elementos formales de una obra, como la composición, el color, la forma y la técnica, sin considerar el contexto histórico o social. Este enfoque enfatiza que el valor de una obra radica en su estructura visual y estética.La combinación de estas dos perspectivas puede ofrecer un análisis profundo de las obras de arte. Mientras que el Kunstwollen busca entender la intención y el impulso detrás de la creación artística, el método formalista se enfoca en cómo esos impulsos se manifiestan a través de los elementos formales. Así, un análisis que combine ambas visiones podría examinar no sólo cómo las decisiones formales de un artista (colores, líneas, formas) reflejan su voluntad artística (Kunstwollen), sino también cómo esas decisiones se inscriben en un contexto cultural más amplio. Esta integración permite apreciar las obras de arte no solo como productos estéticos, sino también como manifestaciones de una voluntad creativa en un momento y lugar determinados. De manera que ambos ofrecen perspectivas complementarias en el estudio del arte, enriqueciendo la comprensión de obras, permitiendo un análisis que considere tanto la forma como la intención cultural y artística.

### Heinrich Wölfflin
Heinrich Wölfflin nació en Winterthur, Suiza, en 1864 y falleció en 1945. Estudió historia del arte y filosofía en las universidades de Basilea y Múnich, formándose en la tradición historiográfica alemana, reconocida por su enfoque analítico y riguroso. Esta formación le otorgó las herramientas metodológicas necesarias para desarrollar su propio enfoque formalista. Entre sus influencias destaca el historiador Jacob Burckhardt, quien se dedicó al estudio del Renacimiento y a la individualidad del artista. Además, Wölfflin se alineó con la filosofía neokantiana, subrayando la experiencia estética y la percepción visual como elementos fundamentales en su análisis.
El método formalista de Wölfflin se centra en el análisis de los elementos visuales de una obra de arte, abordando conceptos clave en la historia del arte. Establece una serie de oposiciones binarias que permiten distinguir entre diferentes estilos artísticos, tales como lo lineal y lo pictórico, lo que resalta la importancia de la línea y la construcción de la forma; la superficie y la profundidad, que analizan cómo los objetos se disponen en el espacio pictórico; la forma cerrada y la forma abierta, que se relacionan con la sensación de continuidad; la multiplicidad y la unidad, que aluden a la armonía o fragmentación; y la claridad y la complejidad, que se refieren a la organización de los elementos y la densidad visual.
Este análisis se desarrolla mediante un método comparativo, que se convierte en una herramienta esencial para clasificar y analizar obras de arte. Wölfflin aplica estos conceptos para comparar estilos entre el Renacimiento y el Barroco, identificando características distintivas de cada periodo y estableciendo una evolución histórica.
El método formalista propuesto por Wölfflin se erige como una base sólida para el análisis de obras de arte, convirtiéndose en un referente con influencia directa en las vanguardias. Este enfoque es ampliamente utilizado y perdura hasta nuestros días; sin embargo, es objeto de debate debido a su tendencia a descuidar otros aspectos significativos de la obra, como su contexto histórico y cultural.

### Representantes del método relevantes

#### Aloïs Riegl
Aloïs Riegl nace en 1858 en Austria y muere en 1905 en Austria. Fue un historiador del arte austriaco y uno de los mayores aportadores en el formalismo en la historia del arte. Estudió en la Universidad de Viena donde se especializó en la arquitectura, filosofía y filología. Es también en esta universidad que va a trabajar como profesor y podrá desarrollar sus teorías del arte tanto en las aulas como en los escritos que comenzará a divulgar. Llega a ser conservador de textiles en el Museo de Artes e Industria de Viena en 1886. El ministerio de Cultura y Educación del Imperio va a solicitarle que redacte un texto sobre el arte industrial antiguo en Austria y Hungría que será publicado en 1901. En 1902 va a presidir la Comisión Central Imperial y Real de Monumentos Históricos y Artísticos de Austria donde la solicitarán el proyecto de ley para la reorganización administrativa de la tutela de los monumentos.
Su aportación en el formalismo será vital. Desarrollará el concepto Kunstwollen, que sugiere que cada época va a tender a inclinarse hacia ciertos estilos. Por lo que dependiendo de la época, se va a dar más valor a un tipo de arte que a otro. Así como también las manifestaciones artísticas van a ir variando dependiendo de la sensibilidad artística del momento. Con esta teoría, Riegl ayudó a formar un pensamiento más universal a la hora de darle importancia a los monumentos y su significado. Se adelanta con esto a su época, propone que el carácter y significado de los monumentos no van a corresponder con las obras en virtud a su destino originario pues seremos nosotros en la modernidad quienes vamos a dárselo, esto generará que el significado de ellos sea subjetivo. Y que los monumentos, se vuelvan patrimonios de la humanidad. 
Dentro de sus aportaciones más importantes se encuentra en La Industria del Arte Tardorromano (1901). Pues es aquí donde va a revalorizar el arte tardorromano. Y sienta las bases de una apreciación de otro tipo de arte que no era solo el clásico. 
Sus estudios van a influir posteriormente al desarrollo del modernismo y en diferentes historiadores del arte. A pesar de las críticas a su obra por ser considerada algo abstracta. Va a ser uno de los pioneros del formalismo y ayudará a crear un análisis sobre la evolución de los estilos.
Algunas de sus obras son Problemas de Estilo. Fundamentos para una Historia de la Ornamentación (1893), El Arte Industrial Tardorromano (1901) y El Culto Moderno a los Monumentos (1903).

#### Franz Wickhoff
Franz Wickhoff, nacido en 1853 en Austria y falleció en 1909 en Italia. Fue un teórico de la historia del arte que también ayudó a generar una nueva forma de estudiar el arte. Este estudio desde un diferente enfoque donde pone como punto de partida la contextualización de las obras de estudio y no solo que fueran evaluadas desde una simple estudio de estilo o técnico.
Wickhoff ya no va a seguir la forma de estudio que se tenía hasta este momento donde se le daba mucha importancia al arte griego y a una forma de estudio de los estilos propios al gusto del momento en el que se estudiaban. Por lo que también hará aportaciones en una nueva visión de lo que es “lo feo” y su cabida en el mundo del arte. Pues todo el arte al ser contextualizado funge una función significativa que posiblemente no se haría en otro contexto y por ende lo feo también tiene una función dentro de la narrativa social y cultural en la que se va a realzar.
Otra de sus aportaciones Der Ursprung der Malerei und Plastik im physiognomischen Gesichtspunkte (1901) consigue desarrollar aún más su teoría que sostiene que las manifestaciones artísticas no solo deben estudiarse por su estética, sino por sus funciones sociales y psicológicas, estas nos ayudarán a comprender la cultura y la sociedad donde y cuando fueron desarrolladas. 

### Críticas al método
El formalismo en la historia del arte ha sido objeto de numerosas críticas a lo largo del tiempo. Se enfoca en la forma visual y los aspectos técnicos de la obra de arte, como el color, la línea, la composición y la estructura, dejando a veces en segundo plano el contenido, el contexto histórico y social y la interpretación subjetiva del espectador. 
Este énfasis en hacer un análisis formal y objetivo hace que se pierda la visión simbólica e interpretativa de la obra, perdiendo así gran parte de su significado. Además, toda obra está implicada en su contexto histórico, ya sea políticamente, socialmente o por estar en un momento histórico concreto. El formalismo tiende a ignorarlo o minimizarlo, interpretándolo de forma aislada y desconectada.
El formalismo también ha sido acusado de ser elitista y de privilegiar ciertos tipos de arte, en concreto el occidental y el modernista, marginando así las formas de arte más populares, tradicionales o no occidentales que no se ajustan a los cánones de belleza eurocentristas.
Por otro lado, propone que el arte tiene un valor intrínseco y no depende de su función social o política, es decir, el arte debe ser apreciado por su “pureza” formal. Esta idea ha sido criticada por algunos teóricos, especialmente desde el punto de vista marxista y postcolonial, que argumentan que el arte siempre está vinculado a las relaciones de poder y a las estructuras sociales. 
Al priorizar una lectura objetiva y técnica de la obra, se elimina la visión subjetiva e individual del espectador. Hay críticos que defienden que el arte no solo se trata de la obra en sí, sino de cómo la obra interactúa con el espectador. Las emociones, las interpretaciones personales y las respuestas del público son una parte fundamental de la experiencia artística. 
Por tanto, aunque el formalismo ha aportado valiosas herramientas de análisis para entender ciertos aspectos técnicos de las obras de arte, sus limitaciones son claras. Estas críticas al formalismo han contribuido a enriquecer las teorías y prácticas de la historia del arte actuales, promoviendo enfoques que integren tanto la forma como el contenido, el contexto histórico y la interacción con el espectador.